# Ludwig Bröcker
Ludwig Bröcker (29 de julho de 1940) é um matemático alemão.

## Vida
Filho de Walter Bröcker, estudou matemática e física a partir de 1961 na Universidade de Kiel e na Universidade de Grenoble. Obteve um doutorado em Kiel em 1968, orientado por Friedrich Bachmann, com a tese Zur Struktur orthogonaler Gruppen über bewerteten Körpern, com a habilitação em 1972 (Kinematische Räume). Em 1975 foi professor de matemática na Universidade de Münster.
Theodor Bröcker e Johannes Bröcker são seus irmãos, e Eva-Bettina Bröcker sua mulher.